# Trava: Fist Planet
Autre
Trava: Fist Planet est un film d'animation japonais de 2003, de Katsuhito Ishii et Takeshi Koike.

## Synopsis
L'histoire raconte l'aventure de deux extra-terrestres dans leur vaisseau spatial. Trava, qui est un ancien pilote de l'armée, et Shinkai, son mécano. Ils errent dans l'univers et survivent en faisant des petits boulots. Cette fois-ci, on leur a confié une mission plutôt bien payée. Les deux héros sont envoyés pour tracer la carte d'une planète éloignée, dans la zone 78. Mais lors de leur périple, une capsule de survie apparaît près de la planète à explorer. Ils sont loin de se douter de ce qui les attend par la suite...